# محمد باقري تاج أمير
ولد محمد باقري تاجامير، بطل الرياضة الإيراني، في عام 1998 في قرية تاج أمير في بلدة دلفان في مقاطعة لورستان، إيران.

## حياته
لقد كان ناشطًا مهنيًا في الترشح منذ عام 2014. في البداية فاز بالمركز الأول في المسابقات بين المدارس حيث تم اكتشاف موهبته كعداء. في وقت لاحق، دخل منافسات المحافظات وفاز بالمركز الأول في هذه المسابقات، وأخيرًا في عام 2014، تمكن من الفوز ببطولة المسابقات الإيرانية للناشئين في 1500 و 800 متر، وكانت هذه بداية مسار البطولة.
في مسابقات الدول الغربية لإيران، فاز بالمركز الأول وأصبح أحد أفضل الفرق في البلاد وبالتالي أصبح عضوًا في الفريق الوطني (Teammelli). استغرق الأمر دقيقة وثانية عندما حطم الرقم القياسي في سباق العدو 1500 متر في إيران بعد 15 عامًا. ثم تنافس تاج أمير في دورة الألعاب الآسيوية بدبي في بطولة درب الصحراء 2018 بطول 4 كيلومترات وفاز بالمركز الأول. في نفس العام، 2018، شارك في فئة البالغين خمسة كيلومترات في المسابقة الأرمنية الدولية في يريفان، وفاز بلقب الوصيف.

## محمد باقري تاج أمير ومحمد جعفر مرادي
محمد باقري تاج أمير ومحمد جعفر مرادي، حامل الرقم القياسي في سباق الماراثون الإيراني، بجوار مسجد السلطان قابوس الكبير بعد وقت قصير من ماراثون مسقط في عمان، 2019.
في شتاء 2018 و 2019، تمكن تاج أمير من أن يصبح الوصيف وبطل حدث ماراثون مسقط الذي يبلغ ارتفاعه 10000 متر في مسقط، عمان، على التوالي.